# Blue Öyster Cult (альбом)
Blue Öyster Cult — первый студийный альбом американской группы Blue Öyster Cult, выпущенный в январе 1972 года. Большинство песен было записано в октябре 1971 года в Нью-Йорке.
Несмотря на положительные отзывы критиков, альбом долго не мог попасть в чарты, достигнув 172-го места в чарте Billboard Top LPs лишь в мае 1972 года. После выпуска альбома группа устроила совместные гастроли с такими артистами, как The Byrds, Элис Купер и Mahavishnu Orchestra.
Журнал Classic Rock назвал рифф «Cities on Flame with Rock N’ Roll» «классическим».

## Список композиций
| №  | Название                               | Автор(ы)                                               | Ведущий вокал | Длительность |
| -- | -------------------------------------- | ------------------------------------------------------ | ------------- | ------------ |
| 1. | «Transmaniacon MC»                     | Сэнди Пёрлмен, Альберт Бушар, Дональд Розер, Эрик Блум | Эрик Блум     | 3:21         |
| 2. | «I’m on the Lamb but I Ain’t No Sheep» | Пёрлмен, A. Бушар, Блум                                | Эрик Блум     | 3:10         |
| 3. | «Then Came the Last Days of May»       | Розер                                                  | Дональд Розер | 3:31         |
| 4. | «Stairway to the Stars»                | Ричард Мельцер, А. Бушар, Розер                        | Эрик Блум     | 3:43         |
| 5. | «Before the Kiss, a Redcap»            | Аллен Ланьер, Пёрлмен, Розер                           | Дональд Розер | 4:59         |

| №                   | Название                             | Автор(ы)                                         | Ведущий вокал       | Длительность |
| ------------------- | ------------------------------------ | ------------------------------------------------ | ------------------- | ------------ |
| 6.                  | «Screams»                            | Джо Бушар                                        | Джо Бушар           | 3:10         |
| 7.                  | «She’s as Beautiful as a Foot»       | Мельцер, A. Бушар, Ланьер                        | Эрик Блум           | 2:58         |
| 8.                  | «Cities on Flame with Rock and Roll» | Розер, A. Бушар                                  | Aльберт Бушар       | 4:03         |
| 9.                  | «Workshop of the Telescopes»         | Пёрлмен, A. Бушар, Розер, Ланьер, Д. Бушар, Блум | Эрик Блум           | 4:01         |
| 10.                 | «Redeemed»                           | Пёрлмен, Гарри Фаркас, A. Бушар, Ланьер          | Эрик Блум           | 3:51         |
| Общая длительность: | Общая длительность:                  | Общая длительность:                              | Общая длительность: | 36:48        |

| №                   | Название                              | Автор(ы)            | Длительность |
| ------------------- | ------------------------------------- | ------------------- | ------------ |
| 11.                 | «Donovan’s Monkey»                    | Мельцер, A. Бушар   | 3:50         |
| 12.                 | «What Is Quicksand»                   | Мельцер, Ланьер     | 3:40         |
| 13.                 | «A Fact About Sneakers»               | Мельцер, A. Бушар   | 2:50         |
| 14.                 | «Betty Lou’s Got a New Pair of Shoes» | Бобби Фримен        | 2:34         |
| Общая длительность: | Общая длительность:                   | Общая длительность: | 12:54        |

## Участники записи
- Эрик Блум — вокал, гитара, клавишные
- Альберт Бушар — ударные, вокал
- Джо Бушар — бас-гитара, вокал
- Аллен Ланьер — гитара, клавишные
- Дональд «Бак Дхарма» Розер — гитара, вокал

## Чарты
| Год  | Чарт                             | Позиция |
| ---- | -------------------------------- | ------- |
| 1972 | Billboard 200 (Северная Америка) | 172     |